# سایکایدو

سایکایدو به رنگ صورتی مشخص شده است

سایکایدو (به ژاپنی: 西海道 Saikaidō) یک اصطلاح جغرافیایی در ژاپن است و شامل کیوشو و جزایر تسوشیما و ایکی نوشیما می‌شود. سایکایدو نه ولایت را شامل می‌شد.